# Церква Архистратига Михаїла (Рожнів)
Церква Архистратига Михаїла - церква в селі Рожнів у Івано - Франківській області.

## Історія
Храм Архистратига Михаїла звели в Рожневі за пароха Антоневича у 1852 році в Заріці – частині села, відділеній річкою Рибницею від інших кутів. Церкву так і називали – Заріцькою. Її іконостас та царські ворота вважалися одними з найгарніших в окрузі.  
В радянський час храм закрили, приміщення стояло пусткою, а потім його пристосували під шкільний склад. Церква згоріла 6 липня 1978 року вночі начебто через те, що діти поруч бавилися з вогнем. Селом ходили чутки, що це був підпал. Храм, який сьогодні знищив вогонь, був зведений у 1990-1991 роках.  Ввечері 4 грудня  2018 року у вщент згоріла церква. 